# Alexander Dunne

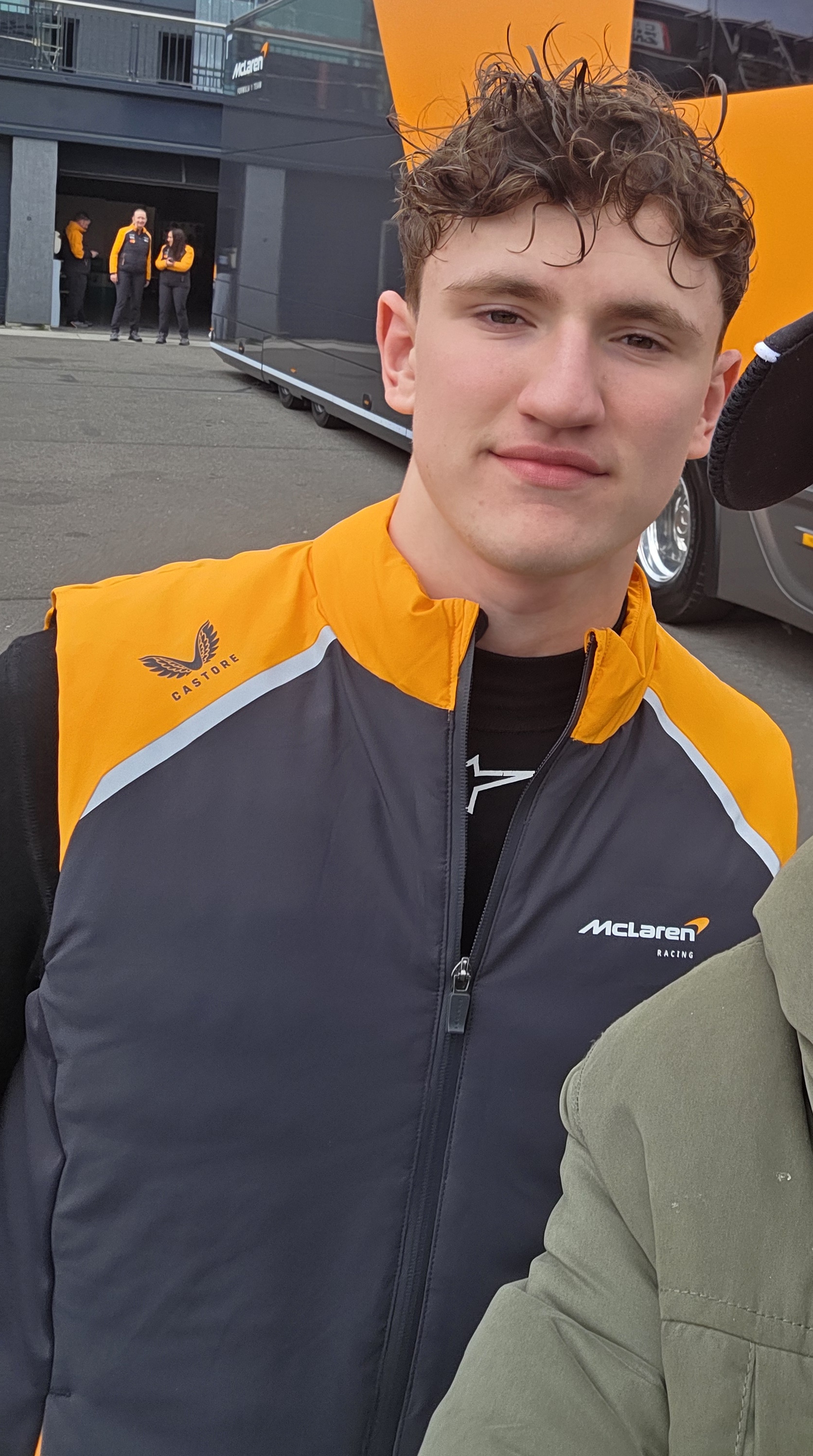
Alex Dunne 2025

Alexander Dunne (* 11. November 2005 im County Offaly), meist nur Alex Dunne genannt, ist ein irischer Automobilrennfahrer, der im Rahmen des McLaren-Entwicklungsprogramms für Rodin Motorsport in der FIA-Formel-2-Meisterschaft fährt und als Reservefahrer in der FIA-Formel-E-Weltmeisterschaft für McLaren fungiert.

## Karriere

### Kartsport
Dunne begann im Alter von acht Jahren mit dem Kartsport und errang eine Reihe von Siegen in lokalen Wettbewerben. In 2015 stieg er dann in nationale Wettbewerbe auf und gewann diverse Rennen. Im gleichen Jahr nahm er auch zum ersten Mal an einem Wettbewerb außerhalb Irlands teil, der Super 1 National Championship im Vereinigten Königreich. Nach zwei Jahren, in denen er sowohl in Irland als auch in Großbritannien an Wettbewerben teilnahm, begann Dunne in 2018 mit Rennen auf dem europäischen Festland. Er blieb bis 2020 im europäischen Kartsport, wobei sein Höhepunkt der Gewinn des WSK Champions Cup in der OK-Junior-Klasse im Jahr 2019 war.

### Formel 4

#### 2021
Dunne gab sein Debüt in 2021 bei der Spanischen Formel-4-Meisterschaft für Pinnacle Motorsport. Seine Saison begann positiv, da er bei seinem Debüt in Spa-Francorchamps die Pole-Position holte. Obwohl er aufgrund eines schlechten Starts auf den fünften Platz zurückfiel, wurde er in seinem ersten Formel-4-Rennen überhaupt Dritter. Nach diesem Rennen konnte Dunne in den nächsten beiden Rennen, an denen er teilnahm, nur zweimal punkten. Nach dem Rennen in Portimão trennten sich die Wege von Dunne und dem Team, so dass der Ire am Ende der Saison mit 30 Punkten auf Platz 16 der Gesamtwertung lag.
Im September desselben Jahres wurde bekannt gegeben, dass Dunne zu US Racing in die Deutsche Formel-4-Meisterschaft wechseln würde. Bei seinem ersten Rennen auf dem Hockenheimring gab der Ire ein beeindruckendes Debüt mit zwei zweiten Plätzen. Bei seinem nächsten Auftritt auf der Strecke holte er zwei Pole-Positions, obwohl er in diesem Rennen ausschied und zwei vierte Plätze belegte. Er beendete die Saison mit 76 Punkten auf dem achten Platz und schlug damit eine Reihe von Konkurrenten.

#### 2022

##### Meisterschaft der Vereinigten Arabischen Emirate
Anfang 2022 nahm Dunne für Hitech Grand Prix an der Formel-4-Meisterschaft der Vereinigten Arabischen Emirate teil, um sich auf seine europäische Kampagne vorzubereiten. Im dritten Rennen auf dem Dubai Autodrome konnte er seinen ersten Sieg im Automobilsport unter ungewöhnlichen Umständen erringen: Während einer roten Flagge parkten alle Fahrer außer Dunne in der Boxengasse statt auf der Start-/Zielgeraden, was ihnen eine Fünf-Sekunden-Strafe einbrachte. Obwohl er beim Neustart von Andrea Kimi Antonelli überholt wurde, blieb der Ire dicht hinter dem Italiener, um den Sieg zu holen. Nach einem dritten Platz beim dritten Rennen in Dubai gewann Dunne ein weiteres Rennen beim dritten Rennen der letzten Runde auf dem Yas Marina Circuit, dem er einen dritten Platz beim letzten Rennen folgen ließ. Dunne beendete die Meisterschaft als Sechster in der Gesamtwertung, nachdem er zwei Siege, vier Podiumsplätze und 168 Punkte erzielt hatte.

##### Italienische Formel-4-Meisterschaft
In seiner europäischen Saison blieb Dunne bei US Racing, um in der italienischen Formel-4-Meisterschaft mit Kacper Sztuka, Marcus Amand, Pedro Perino und Nikhil Bohra zu fahren. In der ersten Runde der Saison in Imola holte Dunne drei Podiumsplätze, nachdem er in der Schlussphase von Rennen 1 Nikita Bedrin von PHM Racing überholt hatte und Zweiter wurde. In Rennen 2 stürmte er an die Spitze und hielt einen schnell fahrenden Rafael Câmara bis zur Zielflagge auf Distanz. Obwohl er in Rennen 3 die Kontrolle über das Auto verlor, nachdem er in der ersten Runde einen Randstein getroffen hatte, konnte sich der Ire auf den dritten Platz retten. Doch trotz eines Podiums in Misano und eines weiteren in Spa-Francorchamps wurde er in der Meisterschaft von den Prema-Piloten Rafael Câmara und Andrea Kimi Antonelli überholt. Auf dem Red Bull Ring holte Dunne zwei Siege und einen weiteren Podiumsplatz und verringerte damit den Abstand zu seinen beiden Konkurrenten. Trotz dreier zweiter Plätze in den verbleibenden zwei Rennen musste sich Dunne jedoch mit dem zweiten Platz in der Gesamtwertung begnügen, da Antonelli beim Saisonfinale eine uneinholbare Führung errungen hatte.

##### Britische Formel-4-Meisterschaft
Im selben Jahr fuhr Dunne auch in der britischen Formel-4-Meisterschaft mit Hitech. Er begann seine Saison souverän und gewann die beiden Hauptrennen beim Saisonauftakt in Donington Park, während er im Rennen mit umgekehrtem Startfeld Zweiter wurde. Die folgende Runde in Brands Hatch brachte gemischte Ergebnisse, denn trotz eines dominanten Sieges in Rennen 1 landete Dunne in den beiden anderen Rennen nicht in den Punkten. Runde 3 auf dem Thruxton Circuit brachte erneut einen Erfolg: Der Ire gewann die Rennen 1 und 3 und baute seine Führung in der Meisterschaft aus, nachdem er sich am Samstag einen harten Kampf mit Carlin-Pilot Ugo Ugochukwu geliefert hatte. Bei der nächsten Runde in Oulton Park gewann Dunne erneut das Eröffnungsrennen, wurde aber in Rennen 3 nur Dritter, nachdem er am Start Louis Sharp und Oliver Gray unterlegen war. Der irische Fahrer erlebte einen schwierigen Start in Croft und wurde Siebter in Rennen 1, obwohl Dunne in der Lage war, einen Ausfall von Pole-Mann Georgi Dimitrov in Rennen 2 auszunutzen, um den Sieg zu erringen. Im Hauptrennen, das Dunne vom zehnten Platz aus startete, kämpfte er sich bis zur Zielflagge auf den dritten Platz zurück, wobei sein engster Meisterschaftsrivale Gray die Lücke zwischen den beiden durch den Sieg im Rennen schloss. Nach einem weniger erfolgreichen Lauf in Knockhill meldete sich Dunne mit zwei Siegen in den Hauptrennen in Snetterton und Thruxton zurück und stellte damit einen neuen Rekord für die meisten Siege in einer einzigen britischen F4-Saison auf. Beim vorletzten Rennen in Silverstone fuhr Dunne trotz einer Kollision mit Gray in Rennen 1 auf das Podium und belegte im letzten Rennen der Veranstaltung einen weiteren dritten Platz. Obwohl er das letzte Rennen verpasste und sich stattdessen dafür entschied, seine Kampagne in der italienischen Formel 4 zu beenden, wurde Dunne am letzten Wochenende zum Champion gekrönt, wobei sein Punktevorsprung unüberwindbar war. Während der gesamten Saison holte Dunne elf Siege, elf Poles, siebzehn Podiumsplätze und 412 Punkte.
Am Ende der Saison nahm Dunne mit Hitech an der Formel-4-Meisterschaft der Vereinigten Arabischen Emirate 2022 Trophy Round teil, wo er in den Rennen den zweiten und zehnten Platz belegte.

### Formula Regional
Zu Beginn des Jahres 2023 nahm Dunne mit Hitech Grand Prix an der Formula Regional Middle East Championship 2023 teil und bestritt die letzten beiden Runden, er nahm jedoch an keinem Rennen teil.

### GB3 Championship
Für die Saison 2023 stieg Dunne in die GB3 Championship auf und kehrte zu Hitech Grand Prix zurück. Dunne begann die Saison mit soliden Punkterängen in Oulton Park und verbesserte sich in Silverstone mit einem vierten und sechsten Platz. Dunne hatte in der nächsten Runde in Spa-Francorchamps Erfolg, wo er in den Rennen 1 und 2 seine ersten GB3-Siege einfuhr. In den folgenden drei Rennen erreichte er jedoch nur noch einen Podiumsplatz. In der vorletzten Runde in Zandvoort gelang Dunne ein Doppelsieg, mit dem er den Rückstand auf den Führenden Callum Voisin verkürzte. Dunne holte einen dritten Platz auf dem Podium und einen weiteren Sieg in Donington Park, verpasste den Titel aber letztlich um 18 Punkte gegenüber Voisin. Trotzdem wurde Dunne mit 466 Punkten Zweiter in der Gesamtwertung, nachdem er in der gesamten Saison fünf Siege errungen hatte.

### Großer Preis von Macau

#### 2023
Dunne schloss sich Hitech Pulse-Eight an, um sein Debüt beim Macau Grand Prix 2023 zu geben. Dunne beeindruckte bei seinen ersten Läufen und wurde Fünfter in Q1, was ihn schließlich auf den sechsten Platz für das Qualifikationsrennen brachte. Er hatte einen großartigen Start und fuhr früh im Qualifikationsrennen auf den dritten Platz vor, bevor er schließlich Gabriele Minì beim Neustart des Safety-Car-Rennens überholte und Zweiter wurde. Im Hauptrennen fiel Dunne jedoch bereits in der ersten Runde aus, weil er seinen Bremspunkt falsch einschätzte, während er versuchte, Luke Browning zu überholen, um die Führung zu übernehmen.

#### 2024
Dunne nahm auch in 2024 am Großen Preis von Macau teil, dieses Mal allerdings in der Formel Regional mit SJM Theodore Prema Racing. Er qualifizierte sich aufgrund eines unvermeidlichen Crashes als 18., verbesserte sich aber im Hauptrennen, indem er die Missgeschicke der Konkurrenten ausnutzte und einen respektablen sechsten Platz belegte.

### Formel 3
Dunne wechselte für die FIA Formel-3-Meisterschaft 2024 zu MP Motorsport und vervollständigte das Team an der Seite der Red-Bull-Junioren Kacper Sztuka und Tim Tramnitz. Beim Auftaktrennen in Bahrain sammelte Dunne Punkte, als er im Hauptrennen von Platz 14 auf den neunten Platz vorfuhr. In Melbourne holte er mit dem siebten Platz im Sprintrennen weitere Punkte. In Imola sollte Dunne Fünfter werden, seine erste Top-12-Platzierung im Qualifying, aber er wurde wegen eines Defekts an den vorderen Stabilisatorgliedern disqualifiziert. Ein weiteres enttäuschendes Wochenende folgte in Monaco, wo Dunne in der ersten Runde des Sprintrennens bei einer Kollision mit mehreren Fahrzeugen ausschied. Sein großer Durchbruch kam jedoch im Sprintrennen von Barcelona, wo Dunne sich mit dem zweiten Platz sein erstes Podium in der Formel 3 sicherte, nachdem er mit Mari Boya um die Führung gekämpft hatte. Er hatte ein solides Hauptrennen, in dem er sich um zwei Plätze verbesserte und Siebter wurde.
In Österreich hatte Dunne ein weiteres gutes Wochenende und wurde trotz einer leichten Kollision mit Sebastián Montoya Vierter im Sprint und Zehnter im Hauptrennen. In Silverstone war er im Sprint in eine Kollision mit Charlie Wurz verwickelt. Für Ungarn wurde Dunne außerdem um zehn Plätze in der Startaufstellung zurückversetzt, weil er auf unsichere Weise auf die Strecke zurückgekehrt war. In Spa-Francorchamps sicherte sich Dunne einen Start in der ersten Reihe. Im Hauptrennen fiel Dunne beim Start zwei Plätze zurück, und ein Fehler im Kiesbett beim Neustart durch das Safety Car kostete ihn weitere Plätze, so dass er am Ende nur Zehnter wurde. Für das Finale in Monza qualifizierte er sich erneut in der ersten Reihe. Er fuhr ein starkes Sprintrennen und wurde Vierter, wurde aber nach einer Strafe für Montoya auf das Podium befördert. Dunne führte das Hauptrennen in den ersten Runden kurzzeitig an, rutschte aber schließlich ab und wurde Vierter. Dunne belegte in der Fahrerwertung mit 50 Punkten den 14. Platz, vor Sztuka, aber hinter Tramnitz.

### Formel 2
Dunne nahm mit Rodin Motorsport am Nachsaison-Test der Formel 2 in Abu Dhabi teil.
Im Februar 2025 wurde Dunne als Fahrer für Rodin Motorsport für die gesamte Formel-2-Saison 2025 an der Seite von Amaury Cordeel bestätigt. Seinen ersten Saisonsieg errang er im Hauptrennen von Bahrain, wo er von Platz vier aus mit mehr als acht Sekunden Vorsprung auf Luke Browning ins Ziel kam. Später wiederholte er dieses Kunststück in Imola, wo er diesmal vom fünften Startplatz aus gewann. Er verließ Imola als Meisterschaftsführender, sechs Punkte vor Browning. In Monaco holte er seine erste Pole-Position in der Serie mit 0,003 Sekunden Vorsprung auf Victor Martins, nachdem er mit Rafael Villagómez kollidiert war. Im Hauptrennen verursachte er dann eine Massenkarambolage mit elf Fahrzeugen, nachdem Martins ihn abseits der Strecke überholt hatte, wofür dieser eine Startplatzstrafe von zehn Plätzen erhielt.

### Formel 1
Im September 2022 nahm Dunne an einem Scouting-Camp der Ferrari Driver Academy teil. Im Vorfeld des Formel-3-Rennens 2024 in Imola im Mai wurde bekannt gegeben, dass Dunne dem McLaren Driver Development Programme beitreten würde.
Im Mai 2025 absolvierte Dunne seinen ersten Testlauf in einem McLaren-Formel-1-Auto, in dem er den McLaren MCL60 auf dem Circuit Zandvoort fuhr. Einen Monat später fuhr er das Auto noch einmal auf dem Circuit of The Americas.
Im Juni 2025, während des Großen Preises von Österreich, nahm Dunne an seiner ersten Trainingssitzung für das Team teil und fuhr den McLaren MCL39 von Lando Norris.

### Formel E
Im Januar 2025 wurde Dunne als Reserve- und Entwicklungsfahrer für das McLaren Formula E Team bekannt gegeben. Sein Debüt in der Formel E gab er beim Rookie-Training für den Dschidda E-Prix. Er wird beim Berliner Rookie-Test auf dem Tempelhofer Flughafen-Straßenkurs erneut für McLaren fahren.

## Statistik

### Zusammenfassung
| Saison  | Serie                                                                    | Team                        | Rennen             | Siege              | Poles              | Podien             | Punkte             | Position           |
| ------- | ------------------------------------------------------------------------ | --------------------------- | ------------------ | ------------------ | ------------------ | ------------------ | ------------------ | ------------------ |
| 2021    | Spanische Formel-4-Meisterschaft                                         | Pinnacle Motorsport         | 9                  | 0                  | 1                  | 1                  | 30                 | 16.                |
| 2021    | Deutsche Formel-4-Meisterschaft                                          | US Racing                   | 8                  | 0                  | 2                  | 2                  | 76                 | 8.                 |
| 2022    | Britische Formel-4-Meisterschaft                                         | Hitech Grand Prix           | 27                 | 11                 | 11                 | 17                 | 412                | 1.                 |
| 2022    | Formel-4-Meisterschaft der Vereinigten Arabischen Emirate                | Hitech Grand Prix           | 20                 | 2                  | 0                  | 4                  | 168                | 6.                 |
| 2022    | Formel-4-Meisterschaft der Vereinigten Arabischen Emirate – Trophy Round | Hitech Grand Prix           | 2                  | 0                  | 1                  | 1                  | N/A                | NC                 |
| 2022    | Italienische Formel-4-Meisterschaft                                      | US Racing                   | 20                 | 3                  | 1                  | 11                 | 258                | 2.                 |
| 2023    | GB3 Championship                                                         | Hitech Grand Prix           | 23                 | 5                  | 1                  | 7                  | 466                | 2.                 |
| 2023    | Macau Grand Prix                                                         | Hitech Pulse-Eight          | 1                  | 0                  | 0                  | 0                  | N/A                | DNF                |
| 2024    | FIA-Formel-3-Meisterschaft                                               | MP Motorsport               | 20                 | 0                  | 0                  | 2                  | 50                 | 14.                |
| 2024    | Macau Grand Prix                                                         | SJM Theodore Prema Racing   | 1                  | 0                  | 0                  | 0                  | N/A                | 6.                 |
| 2024–25 | Formel E                                                                 | NEOM McLaren Formula E Team | Ersatzfahrer       | Ersatzfahrer       | Ersatzfahrer       | Ersatzfahrer       | Ersatzfahrer       | Ersatzfahrer       |
| 2025    | FIA-Formel-2-Meisterschaft                                               | Rodin Motorsport            | 13                 | 2                  | 1                  | 4                  | 90*                | 2.*                |
| 2025    | Formel-1-Weltmeisterschaft                                               | McLaren F1 Team             | Test-/Ersatzfahrer | Test-/Ersatzfahrer | Test-/Ersatzfahrer | Test-/Ersatzfahrer | Test-/Ersatzfahrer | Test-/Ersatzfahrer |

* Laufende Saison